# Skifter Këlliçi
Skifter Këlliçi (ur. 17 stycznia 1938) – albański pisarz i komentator sportowy.

## Życiorys
We wrześniu 1959 roku rozpoczął pracę jako dziennikarz dla Radia Tirana, komentował także mecze zarówno albańskich klubów piłkarskich, jak i mecze międzynarodowych; relacjonował m.in. mecz reprezentacji Albanii z RFN, zorganizowany w Tiranie w ramach eliminacji do Euro 1972. W 1986 roku przywódca Albanii Ramiz Alia zakazał Këlliçiemu komentowania meczów międzynarodowych z powodu podobnego wyglądu do włoskich komentatorów.

## Twórczość[2]
- Një ndodhi në stadium (1968)
- Atentat në Paris (1978)
- Tirani ngrihet nga varri (2005)
- Dashuri e gdhendur në shkëmb (2013)[4]
- Politikanët mëkatarë fluturojnë në Mars (2007)
- Shtatori i gjëmës së madhe (2010)

## Życie prywatne
Żonaty z Natashą, miał syna Maldiego; przeprowadził się z nimi do Stanów Zjednoczonych.